# Křížová cesta (Bojatín)
Křížová cesta v Bojatíně na Zlínsku vede z obce Vysoké Pole přibližně jeden kilometr severozápadně k poutnímu místu.

## Historie
Křížovou cestu tvoří čtrnáct vysokých, prostých dřevěných křížů, postavených roku 2011 a pravidelně rozmístěných podél cesty z obce Vysoké Pole k poutnímu místu Bojatín. Kříže jsou vztyčeny za příkopem, který je ke každému z nich překlenut dřevěným můstkem. Na křížích jsou umístěny žalmy zastavení – nachází se na seříznutém čtyřhranném nižším dřevěném sloupku u kříže.

### Poutní místo
Poutní kaple Panny Marie zvané Vysocké byla postavena roku 1748 a její údržbu měl na starost poustevník. Za josefínských reforem byla roku 1790 zrušena a zbořena, její mariánský oltář byl převezen do farního kostela v Újezdě. Zde poutě na mariánské svátky pokračovaly spolu s průvody na místo bývalé kaple. Později na původním místě postavil z milodarů novou kapli poustevník Kolínko z Vizovic, který při pobytu v cizině ztratil ženu a dvě děti. Dne 30. dubna 1875 se obec Vysoké Pole zavázala, že bude kapli udržovat. Svatyně byla vysvěcena 5. června 1876.
Kaple Panny Marie je stavba na obdélném půdorysu, v závěru polokruhovém, se střechou a věžičkou. Později byla na poutním místě poblíž studánky postavena takzvaná Studniční kaple, šestiboká stavba s křížem na vrcholu. Poutní místo doplňují dva barokní kříže. U kaple Panny Marie stojí Illésházyho kříž, který je jedním z nejstarších křížů na jižním Valašsku. Na místo, kde stojí, byl přenesen po zboření původní kaple Panny Marie. Roku 1820 byl poškozen za bouřky, kdy na něj spadla ze stromu větev. Druhý kříž stojí poblíž Vodní kaple. Jsou na něm ornamenty listu s liliemi, plastika ukřižovaného Spasitele, vyrytý letopočet 1838 a jméno donátora F. Trčka.
V dubnu 2013 bylo nově zrekonstruované místo otevřeno. 300 metrů dlouhá cesta spojující obě kaple byla vydlážděna, podél byly vysázeny záhony léčivých bylin a zabudovány lavičky. Studánka je nově vyzděna, nad vývěrem vody je nika s plastikou Madony. Kaple Panny Marie je chráněna jako nemovitá Kulturní památka České republiky.